# アルバート・サモンズ
アルバート・エドワード・サモンズ（Albert Edward Sammons, 1886年2月23日 - 1957年8月24日）は、イギリスのヴァイオリン奏者、作曲家。

## 生涯
ロンドンの生まれ。父や兄からヴァイオリンの手ほどきを受け、ヴィルヘルム・ベルンハルト・モリーク門下のジョン・サウンダースとウジェーヌ・イザイ門下のフレデリック・ウェイスト・ヒル及びアルフレード・フェルナンデスに短期間師事した後は独学で技法を習得した。1908年、ワルドルフ・ホテルで演奏しているところをトーマス・ビーチャムに見出され、ビーチャムが新しく設立したオーケストラのコンサートマスターに迎えられ、一躍脚光を浴びる。1910年からは弦楽四重奏に興味を示し、自らロンドン弦楽四重奏団を立ち上げ、1919年まで活動した。1911年にはジョージ5世の常任音楽家に指名された。第一次世界大戦中は近衛歩兵の楽隊でクラリネットを吹いていたが、この頃にピアニストのウィリアム・マードックと知り合い、後にデュオを組むようになる。
1939年からはロンドンの王立音楽大学で教鞭をとり、1944年にCBEを叙勲。第二次世界大戦後からパーキンソン病に罹患し、病の亢進により1948年で演奏活動から退き、1954年に大学職から引退した。
サウスディーンにて死去。

## 著作
- Albert Sammons (1916). Secret of Technique in Violin Playing: A Unique Method of Daily Practice for Soloists and Advanced Players. Hawkes & Son. OCLC 779078331
- Albert Sammons (1921). Virtuosic Studies for the daily practice of the Violin: to accustom the Player to the Technical Demmands of Modern Music. Boosey & Hawkes. OCLC 77300337

## 註
1. ↑  “ALBERT EDWARD SAMMONS”. 2016年4月7日時点のオリジナルよりアーカイブ。2016年4月7日閲覧。
2. ↑  http://www.hyperion-records.co.uk/c.asp?c=C520
3. ↑  “About this Recording”. 2016年4月7日時点のオリジナルよりアーカイブ。2016年4月7日閲覧。

| スタブアイコン | サブスタブ | この項目は、まだ閲覧者の調べものの参照としては役立たない、音楽関係者（バンド等）に関連した書きかけの項目です。この項目を加筆・訂正などしてくださる協力者を求めています（P:音楽/PJ:芸能人）。 |